# Woroneski Okręg Wojskowy
Woroneski Okręg Wojskowy (ros. Воронежский военный округ) – radziecki okręg wojskowy

## Historia

### Pierwsze formowanie
Okręg został sformowany zgodnie z rozkazem z 7 lipca w sierpniu 1945oku na bazie dowództwa Orłowskiego Okręgu Wojskowego i 6 Armii. Do jego zadań należało przeprowadzenie demobilizacji wojsk walczących w II wojnie światowej. 
Swoim zasięgiem objął obwody: woroneski, kurski, orłowski, briański i tambowski. Siedziba dowództwa mieściła się w Woroneżu.
Po zakończeniu demobilizacji w lutym 1946 roku został przeformowany w Woroneski Okręg Terytorialny, a następnie zgodnie z rozkazem z 7 maja w sierpniu 1946 roku rozformowany.

### Drugie formowanie
Okręg zgodnie z rozkazem z dnia 28 maja został ponownie sformowany w czerwcu 1946 roku. Objął on swoim obszarem obwody: woroneski, kurski, orłowski, briański, tambowski, bałaszowski, biełogorodzki i lipiecki. 
Na terytorium okręgu znajdowało się 12 szkół wojskowych i Lipieckie Wyższe Kurs Lotniczo-Taktyczny Sił Powietrznych.
Okręg rozkazem z dnia 18 sierpnia został rozformowany w sierpniu 1960 roku a jego terytorium weszło w skład Moskiewskiego Okręgu Wojskowego.

## Dowódcy
- gen. płk Władimir Romanowski (1945-1946)
- gen. płk Michaił Szumiłow (1949-1955)
- gen. płk Afanasij Biełoborodow (1955-1957)
- gen. płk Andriej Andriejew (1957-1960)